# 3141 Buchar
3141 Buchar eller 1984 RH är en asteroid i huvudbältet som upptäcktes den 2 september 1984 av den tjeckiske astronomen Antonín Mrkos vid Kleť-observatoriet i Tjeckien. Den är uppkallad efter den tjeckiske astronomen Emil Buchar.
Asteroiden har en diameter på ungefär 36 kilometer och den tillhör asteroidgruppen Cybele.